# Cammino di San Carlo
Il Cammino di San Carlo è un percorso storico-artistico-devozionale che ripercorre le orme di San Carlo Borromeo da Arona alla via Francigena nel suo tratto biellese, a Viverone.
È suddiviso in dodici tappe percorribili a piedi per un totale di circa 200 km. Esiste anche la possibilità di percorrere l'itinerario in bicicletta suddividendolo in quattro tappe.
Questo itinerario è parte fondamentale del progetto CoEUR - Nel cuore dei cammini d'Europa.

## La storia
Il percorso nasce da una ricerca fatta sulla presenza di San Carlo nel nord del Piemonte e in particolare nel Biellese. Le ricerche bibliografiche e archivistiche hanno permesso di ricostruire alcuni passaggi del Borromeo in queste vallate, spesso confermate anche dalle numerose dedicazioni tra il 1610, anno di canonizzazione, e il 1640 di chiese, altari e oratori lungo tutto il percorso dell'attuale Cammino.

### San Carlo nel nord Piemonte
San Carlo attraversò il nord Piemonte più volte lungo i suoi pellegrinaggi e i suoi viaggi. Ci sono alcuni luoghi che portano le tracce del suo passaggio e di cui abbiamo descrizioni dai suoi carteggi.
Nel 1571, 1578 e 1584 visitò il Sacro Monte di Varallo supervisionandone la costruzione e fermandosi per riposare durante i suoi numerosi viaggi tra Milano e Torino per visitare la Sindone. Nel 1571 il Santo si trattenne presso il Sacro Monte anche per rimettersi dalla febbre malarica che lo debilitava.
Nel settembre 1584 San Carlo fu nel Biellese per visitare un suo parente, il marchese Besso Ferrero Fieschi di Masserano, che era gravemente malato. Dopo aver lasciato Masserano il Santo andò a Vercelli e da lì partì per Torino per visitare la Sacra Sindone. Fu nuovamente a Biella, dove fu ospitato dal conte Alberto Bertodano, il 10 ottobre, quando fu informato che il marchese Besso era morto. Il giorno seguente andò a Masserano per officiarne il funerale. La sera cenò e pernottò al castello di Crevacuore, di proprietà dei marchesi di Masserano, e la mattina dopo partì per Varallo.
Giunse al Sacro Monte il 12 ottobre e si trattenne fino al 29 di quel mese, passando molto tempo tra le cappelle a pregare. Nonostante la febbre terzana che lo affliggeva partì per Ascona, in Svizzera, per firmare un documento e rientrare, poi, a Milano, dove morì il 3 novembre.

## Le tappe
- 1. Tappa: Arona (colosso di San Carlo) - Orta. Unisce il Lago Maggiore con il Lago d'Orta con un piacevole percorso tra i paesi del basso Vergante e l'attraversamento della valle Vevera e della valle Agogna. Verso il Cusio si trovano i percorsi devozionali che salgono al Monte Mesma, sede dell'omonimo convento e della chiesa del Seicento.
- 2. Tappa: Orta - Varallo. La tappa ripercorre i passi della Peregrinatio, storico cammino devozionale tra i due Sacri Monti, sulle antiche vie di comunicazione tra Valsesia e Cusio.
- 3. Tappa: Varallo - Guardabosone. Il percorso attraversa la parte centrale della Valsesia, tra Varallo e Borgosesia, e tocca siti di interesse religioso e artistico come la Madonna di Loreto di Varallo e S. Giovanni al Monte di Quarona.
- 4. Tappa: Guardabosone - Coggiola. Tappa che si svolge tutta in Valsessera in un continuo alternarsi di borghi, boschi, e valli silenziose.
- 5. Tappa: Coggiola - Brughiera di Trivero. Scenari industriali e verdi paesaggi si alternano in questo tratto che collega tre Santuari: Cavallero, Novareia e Brughiera. In questa tappa si arriva a lambire le propaggini dell'Oasi Zegna, caratterizzata in questo versante dalla conca dei rododendri.
- 6. Tappa: Brughiera di Trivero - Pettinengo. Si percorre la testata della Valle Strona incontrando borgate, paesi, cascine e morbidi paesaggi.
- 7. Tappa: Pettinengo - S. Giovanni d'Andorno. Si abbandona la Valle Strona e si entra nella Valle Cervo per concludere il percorso al Santuario Ospizio di San Giovanni d'Andorno.
- 8. Tappa: S. Giovanni d'Andorno - Santuario di Oropa. Il percorso riprende un tratto del tracciolino, strada ideata da Ermenegildo Zegna e mai realizzata, che collega il Santuario di S. Giovanni con il maggior Santuario mariano delle Alpi.
- 9. Tappa: Santuario d'Oropa - Sordevolo. Si passa dalla Valle Oropa alla Valle Elvo, entrando nel Parco Burcina e raggiungendo il paese di Sordevolo, sede della rappresentazione di teatro popolare della Passione di Cristo.
- 10. Tappa: Sordevolo - Santuario di Graglia. In questo tratto si incontrano due cellule dell'Ecomuseo del Biellese (Trappa di Sordevolo e Borgata Bagneri), per poi raggiungere il Santuario di Graglia.
- 11. Tappa: Graglia - Chiaverano. Il percorso entra per un breve tratto nel Canavese, superando la Serra d'Ivrea verso Chiaverano e S. Stefano di Sessano.
- 12. Tappa: Chiaverano - Viverone. Tappa di congiungimento tra il Cammino di San Carlo e la via Francigena che tocca il paese di Magnano con il suo ricetto, la chiesa di S. Secondo e il monastero di Bose.

### Il percorso cicloturistico
Il Cammino di San Carlo prevede anche la possibilità di percorrere l'itinerario in bicicletta in quattro tappe:
- 1. Tappa: Arona (colosso di San Carlo) - Sacro Monte di Varallo (66 km)
- 2. Tappa: Sacro Monte di Varallo - Santuario della Brughiera (52 km)
- 3. Tappa: Santuario della Brughiera - Santuario di Oropa (45 km)
- 4. Tappa: Santuario di Oropa - Via Francigena (54 km)

## I siti UNESCO
Il Cammino di San Carlo collega cinque siti UNESCO Patrimonio dell'umanità.
- Tre Sacri Monti del Piemonte e della Lombardia:
  - Sacro Monte di Oropa
  - Sacro Monte di Varallo
  - Sacro Monte di Orta
- Due Siti palafitticoli preistorici attorno alle Alpi:
  - Sito archeo-palafitticolo di Viverone

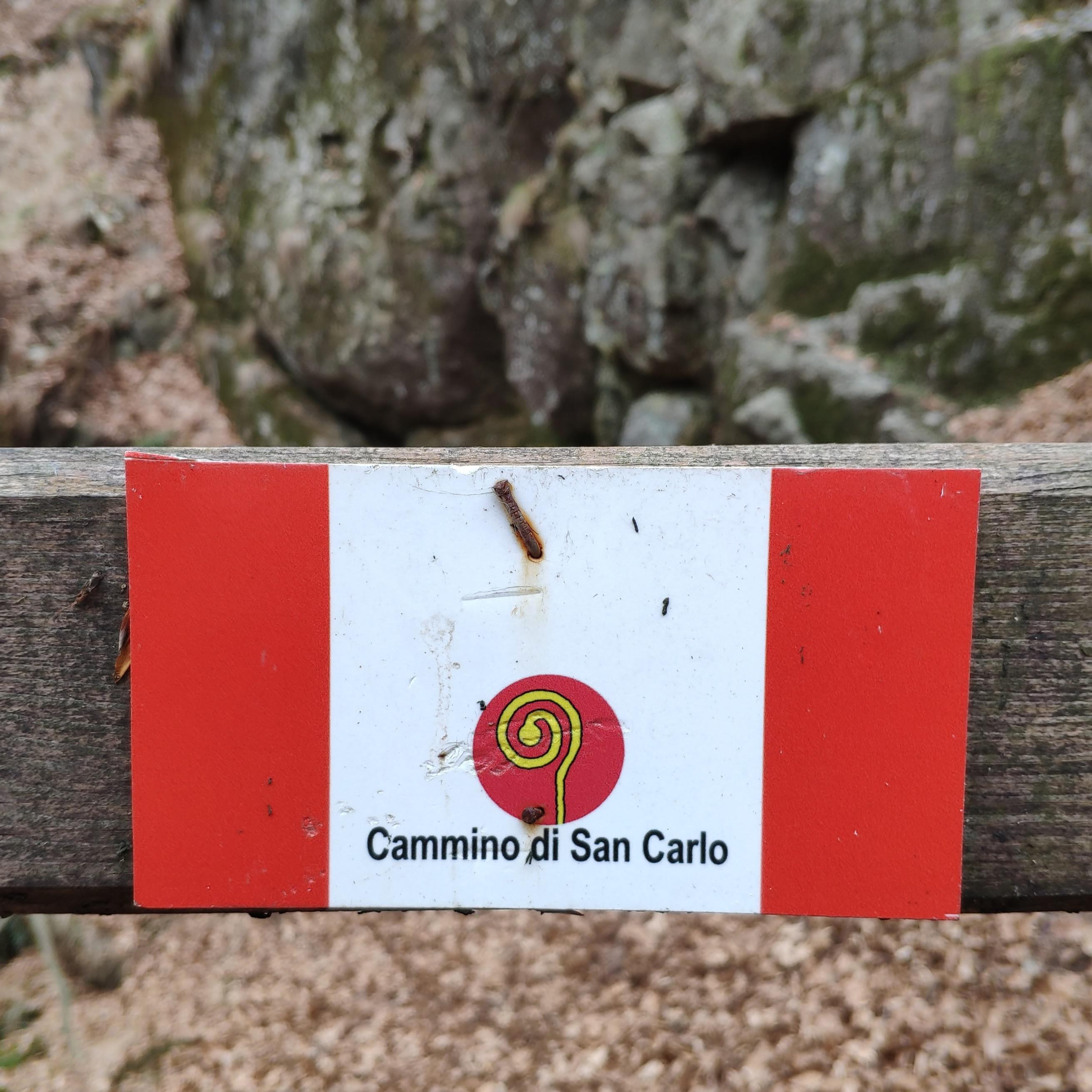
Indicazioni sul Cammino di San Carlo

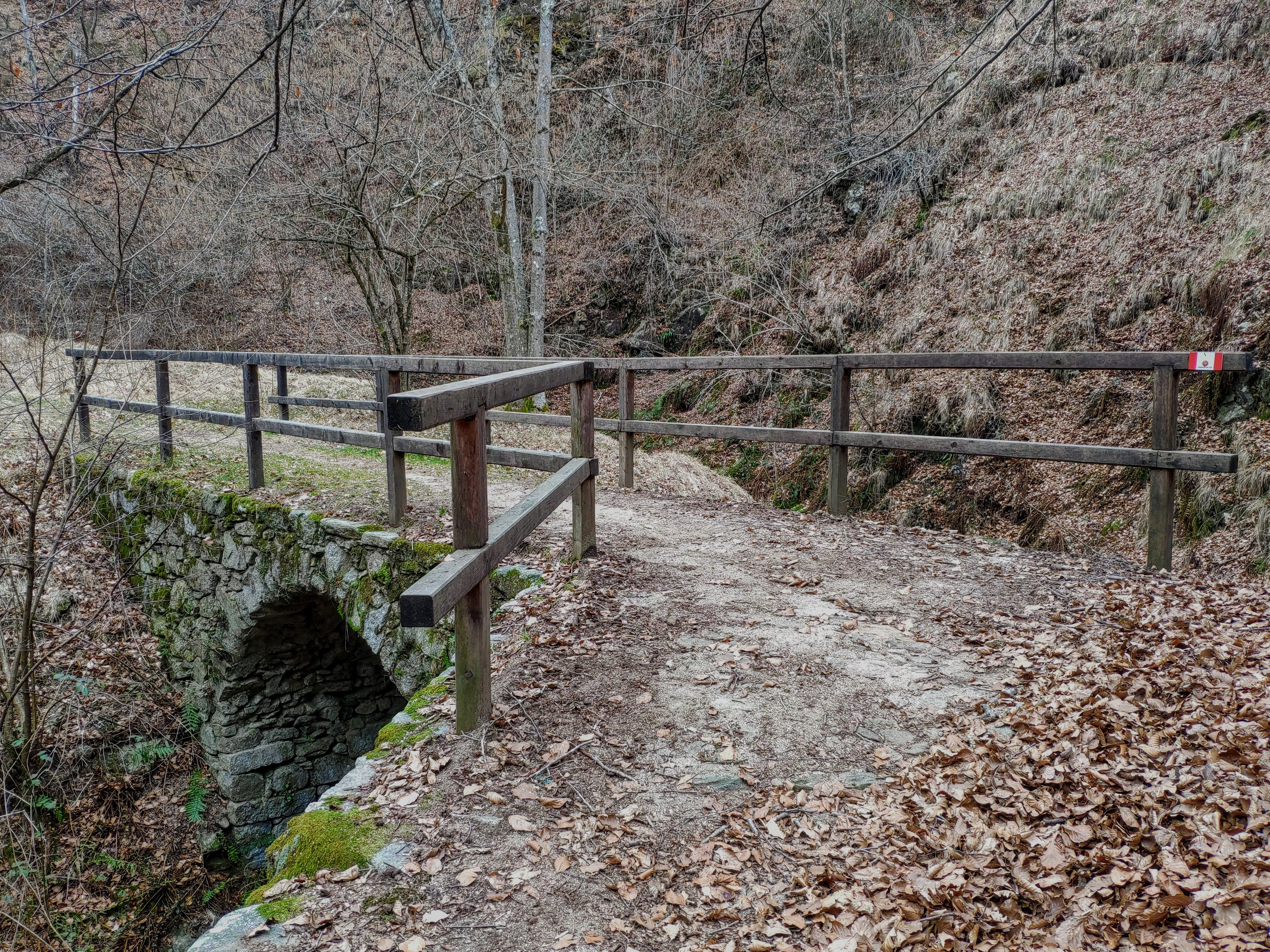
Tratto del percorso

  - Sito archeo-palafitticolo dei Lagoni di Mercurago

## Le riserve naturali
Lungo il percorso si incontrano e si attraversano numerosi parchi e riserve naturali che arricchiscono il tragitto di valori ambientali oltre a quelli culturali.
- Parco Naturale dei Lagoni di Mercurago
- Parco Naturale del Monte Fenera
- Riserva naturale speciale del Parco Burcina - Felice Piacenza
- Riserva naturale speciale della Bessa
- Riserva naturale speciale del Sacro Monte di Varallo
- Riserva naturale speciale del Sacro Monte di Orta
- Riserva naturale speciale del Sacro Monte di Oropa
- Area protetta dell'Oasi Zegna
- SIC della Valsessera